# Panonia

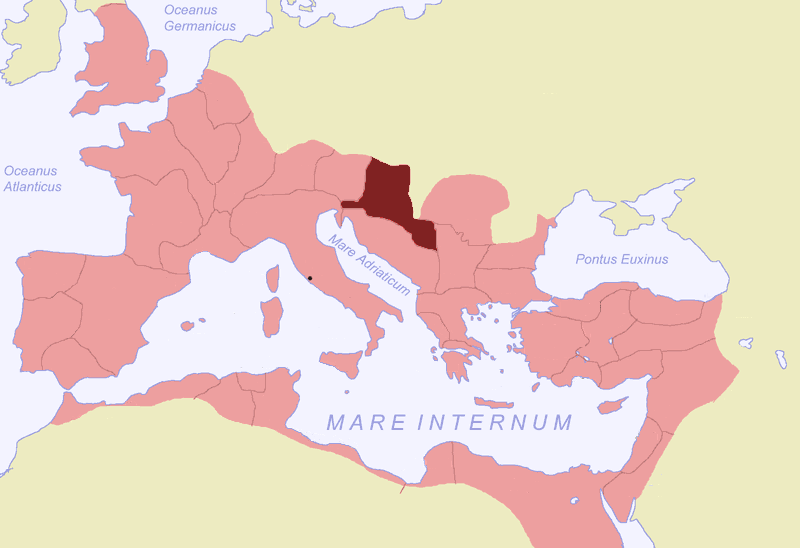
Harta provinciilor romane: Iliria, Pannonia, Dalmația, Moesia, și Dacia

Panonia (în latină Pannonia) este o regiune istorico-geografică ce cuprinde regiunea Slavonia (situată în partea de est a Croației) și regiunea Transdanubia (teritoriul Ungariei situat la vest de Dunăre).
Provincia romană Panonia era mărginită la nord și la est de Dunărea mijlocie, la vest de provincia Noricum și Italia superioară și la sud de Dalmația și Moesia superioară.
Locuitorii originali erau panonii. Din secolul al IV-lea î.Hr., numeroase triburi celtice au invadat această regiune. În jurul anului 60 î.Hr., triburile celtice de pe Dunărea mijlocie, boii lui Critasiros, au fost înfrânți de Burebista care a întreprins o mare campanie militară împotriva acestora. În anul 35 î.Hr. regiunea a fost atacată de împăratul Octavianus Augustus, dar a fost subjugată abia în anul 9 î.Hr., când a fost încorporată în Iliria, frontiera extinzându-se până la Dunăre.
În anul 7 d.Hr. panonii împreună cu dalmații și triburile ilirice s-au revoltat, dar au fost înfrânți de Tiberius și Germanicus după o campanie militară care a durat doi ani. Multe fortărețe au fost construite pe malurile Dunării datorită prezenței unor triburi barbare (quazi și marcomani) în apropiere.